# Juan de Espinal
Juan de Espinal (ur. 1714 w Sewilli, zm. 1783 tamże) – hiszpański malarz barokowy pochodzący z Sewilli. Był uczniem Dominga Martíneza i ożenił się z jego córką Juaną.